# Ven (île)
Pour les articles homonymes, voir Ven.
Ven (Hven en danois et anciennement en suédois) est une île suédoise située près de Copenhague, entre la Suède et le Danemark, dans le détroit de l'Öresund. Anciennement danoise, c'est là que Tycho Brahe établit son observatoire astronomique. Elle compte aujourd'hui (2009) 359 habitants et appartient à la commune scanienne de Landskrona.

## Géographie
D'une étendue de 7,5 km2, Ven est formée d'un dépôt d'argile morainique culminant à 39 m d'altitude. La fertilité du sol et la douceur du climat dû à l'environnement marin font qu'on a pu y introduire récemment la culture de la vigne et de l'ail. C'est également un des rares lieux de Scandinavie où l'on récolte du blé dur. Durant les années 1930, la population de l'île était à son apogée, avec environ 1300 habitants. Il y a quatre villages sur l'île: Bäckviken, Tuna By, Norreborg et Kyrkbacken.

## Histoire

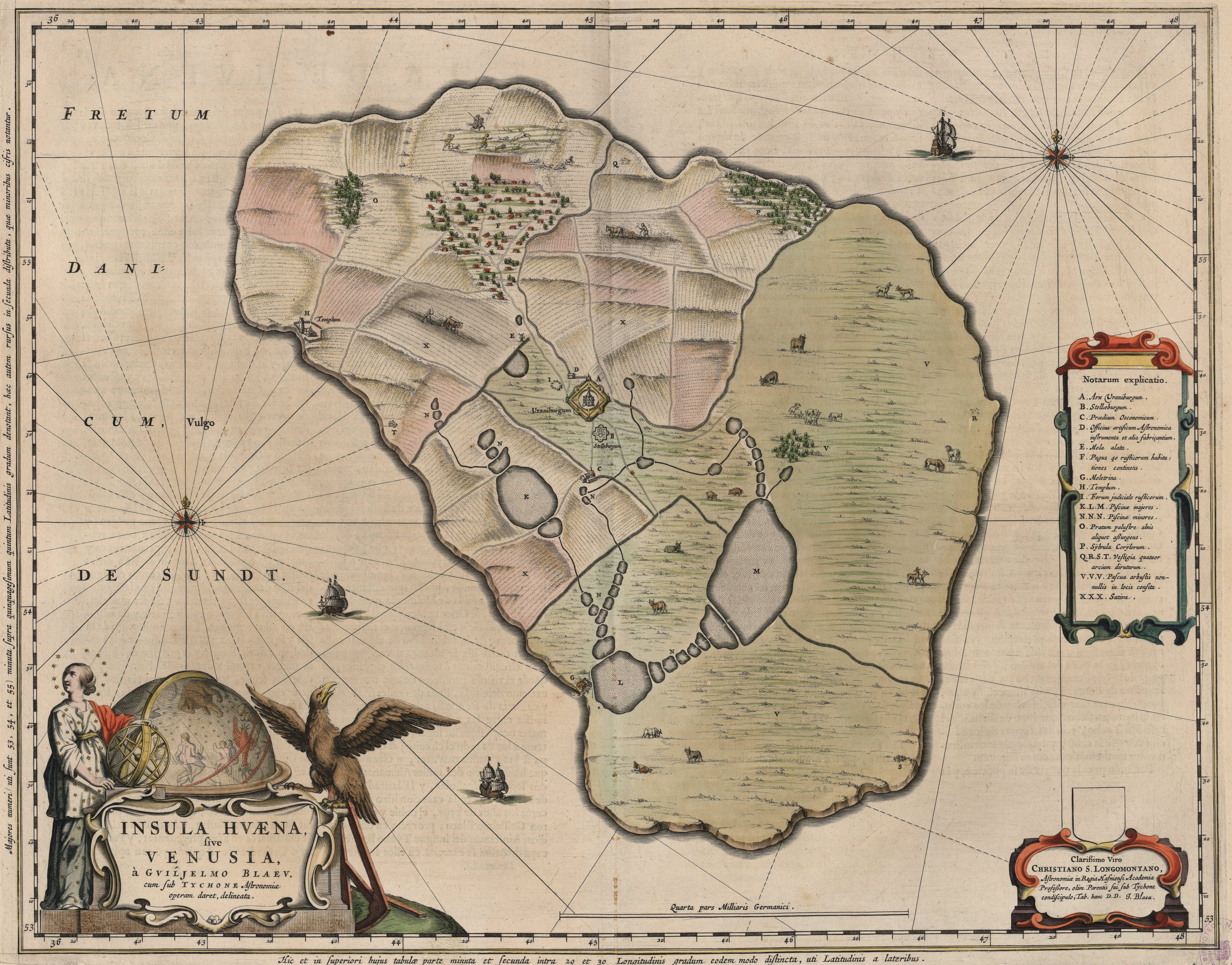
Carte de Ven réalisée par Tycho Brahe.

L'île a été historiquement sous domination danoise, mais elle est devenue suédoise en 1658, comme le reste de la Scanie, cédée à la Suède par le traité de Roskilde. L'île n'est pas expressément mentionnée dans le traité : selon les Danois, elle ne faisait pas partie de la Scanie mais de Sjælland et devait donc rester sous souveraineté danoise. Les Suédois réfutent cette interprétation et envoient des troupes occuper l'île le 6 mai 1658. Le transfert de l'île à la Suède a été confirmé en 1660 par le traité de Copenhague. Les 350 ans de cet évènement ont été commémorés en 2010.
Sur cette île vécut Hans van Steenwinckel l'Ancien qui participa à l'élaboration de l'observatoire astronomique d'Uraniborg (ou Uranieborg : palais d'Uranie ou Palais des Cieux », Uranie étant la muse de l’Astronomie) pourtant débutée en 1576 et de l'observatoire souterrain de Stjerneborg, vers 1584.
Tycho Brahe, après avoir donné plusieurs cours et conférences à l'université de Copenhague, accepta l'offre du roi Frédéric II, qui lui proposa de fonder un observatoire astronomique. On lui donna la petite île de Ven où il construisit Uraniborg qui devint le plus important observatoire d'Europe.

## Transports
Ven est reliée par ferry à Landskrona et, l'été seulement, à Helsingborg et Copenhague. Les ferries accostent à Bäckviken. L'île est un lieu touristique populaire, surtout en été. Elle est parfois appelée « la perle de l'Öresund ». Sur l'île, il n'y a pas de voitures, les déplacements se font à pied, à vélo ou en carriole à cheval.

## Galerie

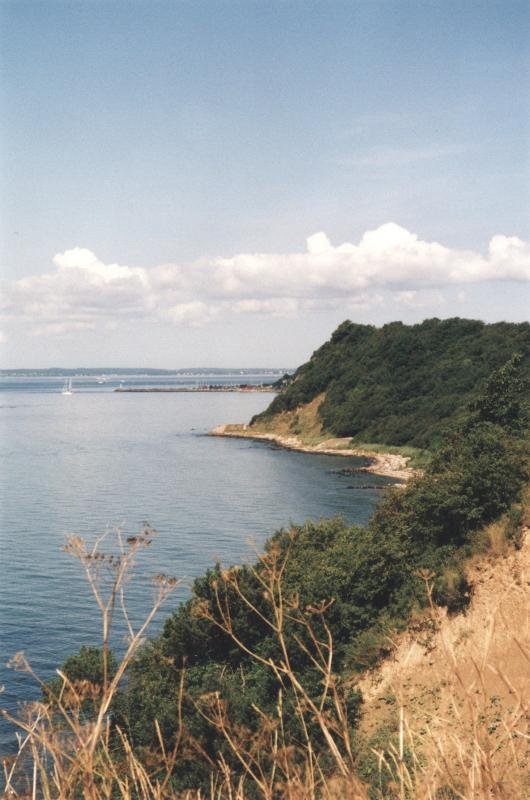
La côte Ouest de Ven.
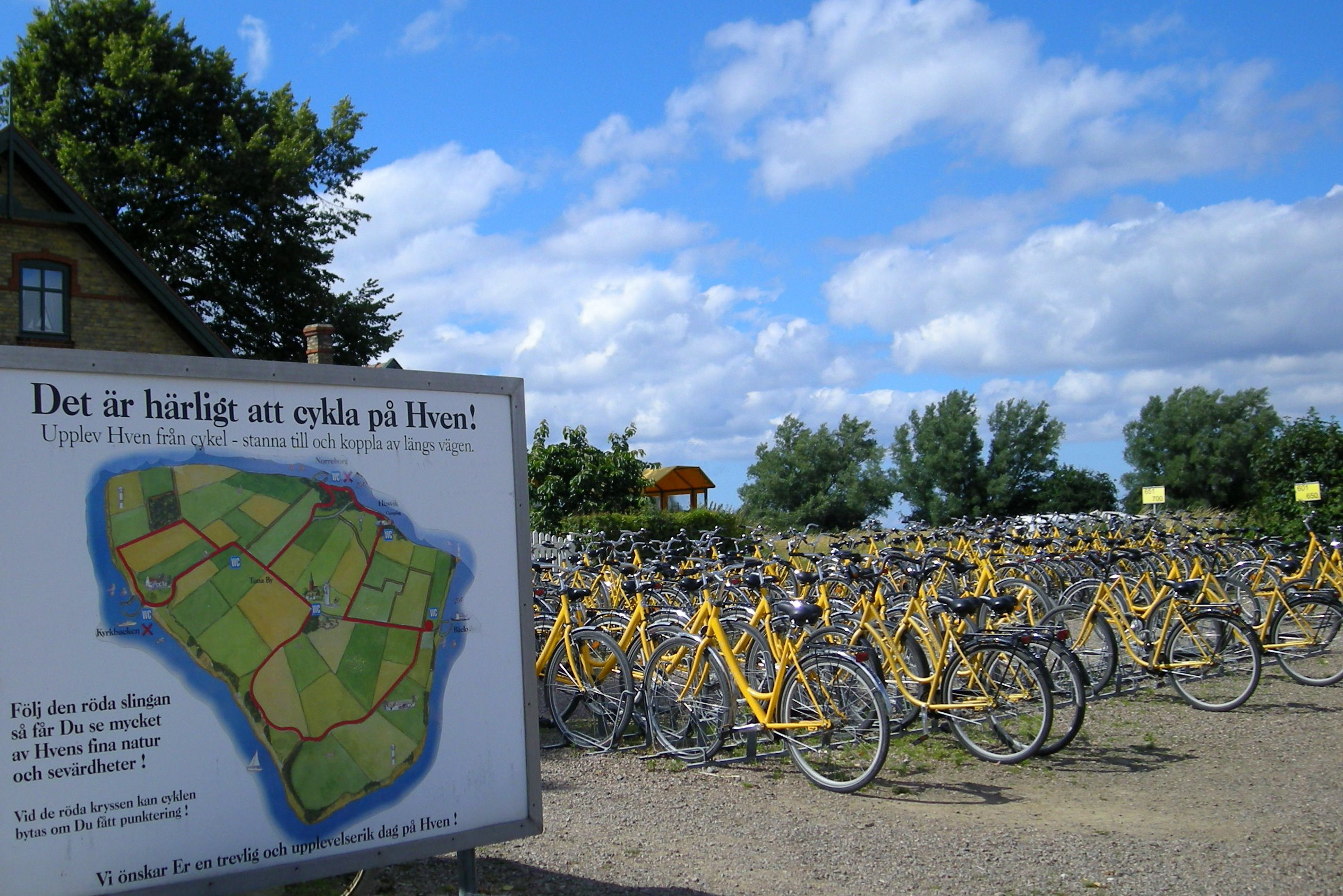
Les vélos de Ven.
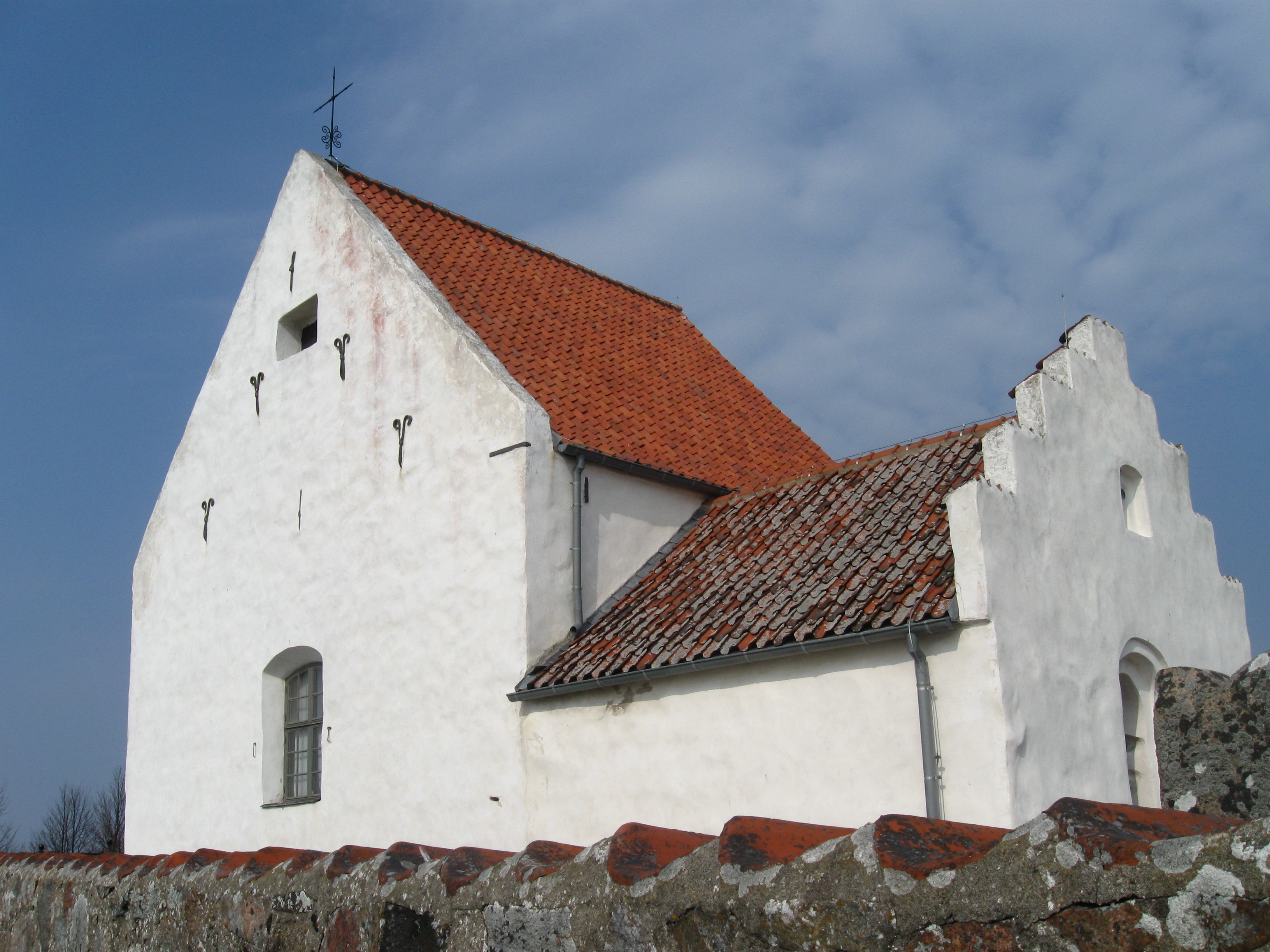
L'église St Ibb.
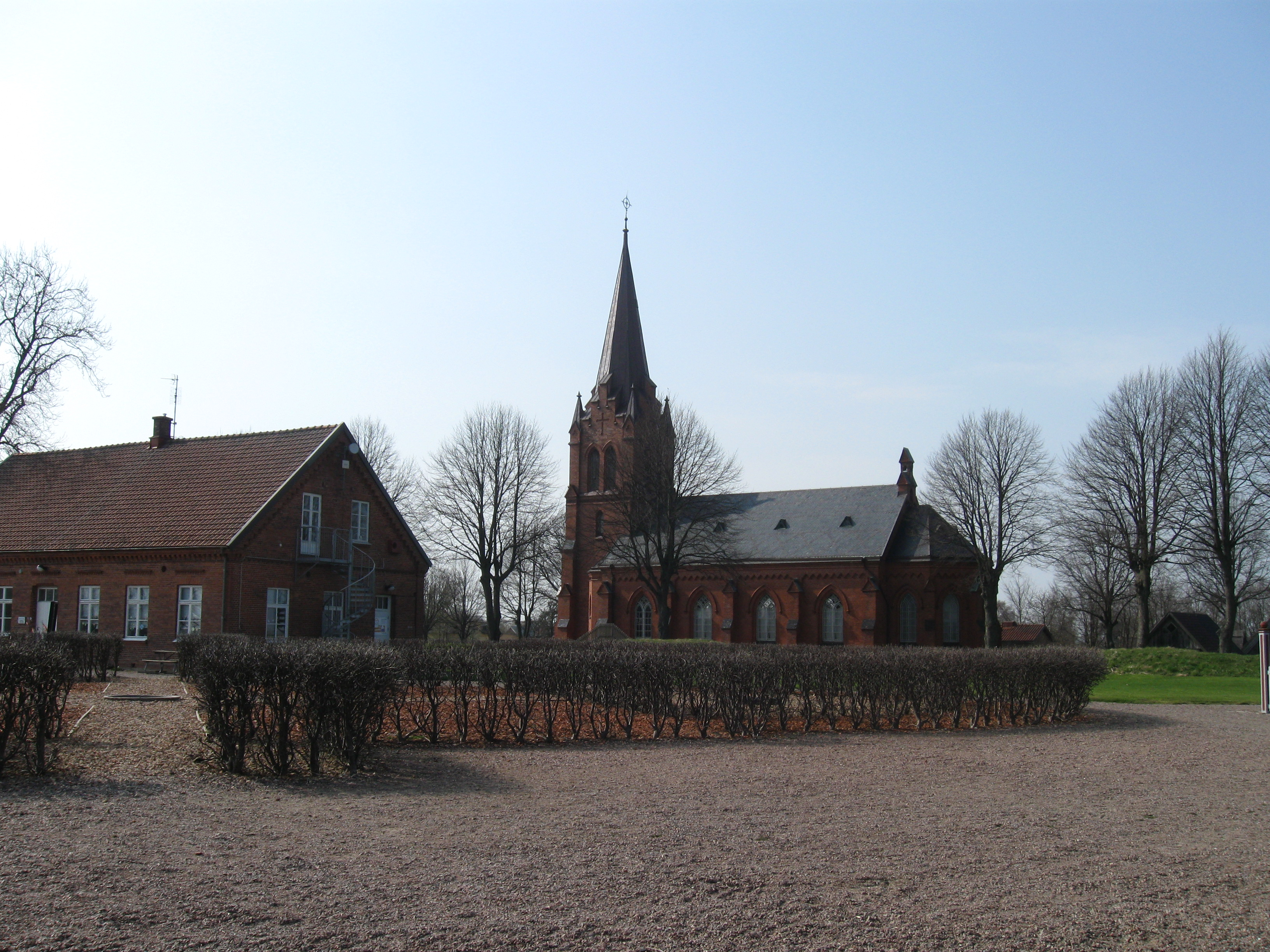
La nouvelle église de Ven transformée en musée.

## Hommages
En l'honneur de l'île, sont nommés les astéroïdes :
- (379) Huenna, découvert en 1894[3] ;
- (499) Venusia, découvert en 1902[4] ;
- et (1678) Hveen, découvert en 1940[5].